# Lumbrales
Lumbrales es un municipio y localidad española de la provincia de Salamanca, en la comunidad autónoma de Castilla y León. Se distingue como el núcleo de población más importante del suroeste de la comarca de Vitigudino y se considera la capital o centro de servicios de la subcomarca de El Abadengo. Pertenece al partido judicial de Vitigudino y a la Mancomunidad El Abadengo.
Su término municipal está formado por un solo núcleo de población, ocupa una superficie total de 69,94 km² y según los datos demográficos recogidos en el padrón municipal elaborado por el INE en el año 2017, cuenta con una población de 1662 habitantes.
Cerca de su límite fronterizo con el término municipal de Bermellar se encuentra situado el Castro de Las Merchanas, un antiguo asentamiento vetón que se erige como uno de los lugares de mayor reclamo turístico dentro del parque natural de Arribes del Duero.

## Toponimia
El nombre provendría, según algunas fuentes[cita requerida], del vocablo leonés llume ‘fuego, llama’ en castellano, o directamente del castellano lumbre. También podría derivar del latín limen, -inis, que significa ‘frontera, límite’, de donde procedería su primitivo nombre Santa María de Liminares.

## Símbolos

### Escudo
El escudo heráldico que representa al municipio fue aprobado el 24 de abril de 1992 con el siguiente blasón:

«Recto por su parte superior y lados, redondeado en su base. Timbrado, Corona Real cerrada de la Monarquía Española reinante. Campo partido en dos cuarteles simétricos. Derecho, en campo de plata, torre almenara, en su color, manzonada y llamas, también en su color. Izquierdo, en campo de sinople, insignias episcopales, todo en su color»
Boletín Oficial de Castilla y León nº 20 de 24 de enero de 1994

### Bandera
La bandera municipal fue aprobada también el 24 de abril de 1992 con la siguiente descripción textual:

«Cuadrangular, campo partido con el plata y gules de los reinos de León y de Castilla respectivamente»
Boletín Oficial de Castilla y León nº 20 de 24 de enero de 1994

## Geografía

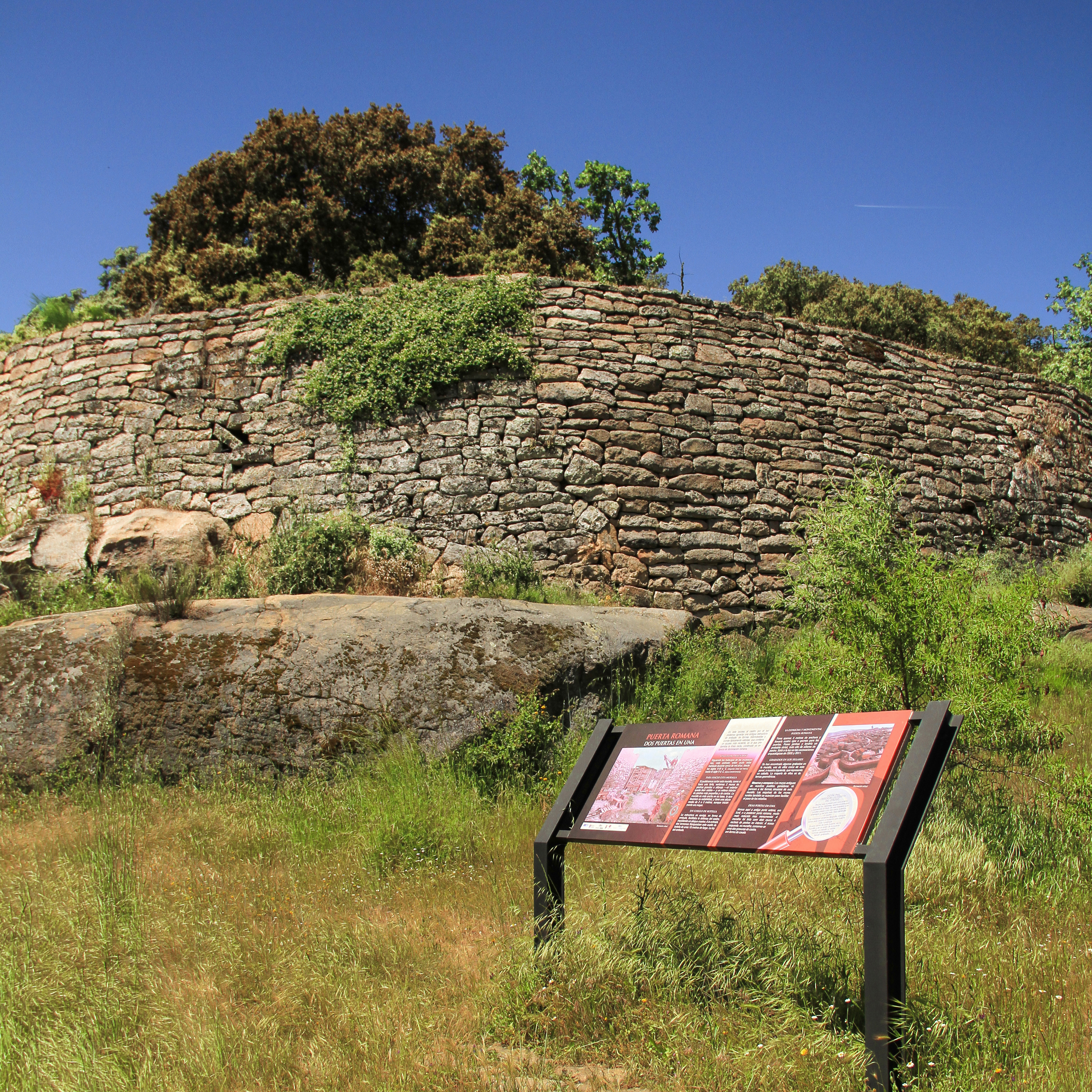
Restos de muralla en el Castro de Las Merchanas, junto al río Camaces

Lumbrales se encuentra situado en el noroeste salmantino. Dista 96 km de Salamanca capital.

Se halla a una altitud de 669 metros sobre el nivel del mar. Su latitud es 40°56′6″ N y su longitud 6º 43' 9  O.
Se integra dentro de la comarca de El Abadengo. Pertenece a la Mancomunidad El Abadengo y al partido judicial de Vitigudino.
Parte de su término municipal se encuentra dentro del parque natural de Arribes del Duero, espacio natural protegido de gran atractivo.
| Noroeste: Hinojosa de Duero | Norte: Bermellar                 | Noreste: Bermellar         |
| Oeste: Sobradillo           |                                  | Este: Olmedo de Camaces    |
| Suroeste: La Redonda        | Sur: San Felices de los Gallegos | Sureste: Olmedo de Camaces |

## Historia
En su término municipal se encuentra el castro de Las Merchanas, de época vetona. Estuvo habitado desde el siglo II a. C. hasta la segunda mitad del siglo V d. C. Ocupa 8,5 ha y se localiza sobre un promontorio granítico, en un meandro del río Camaces.

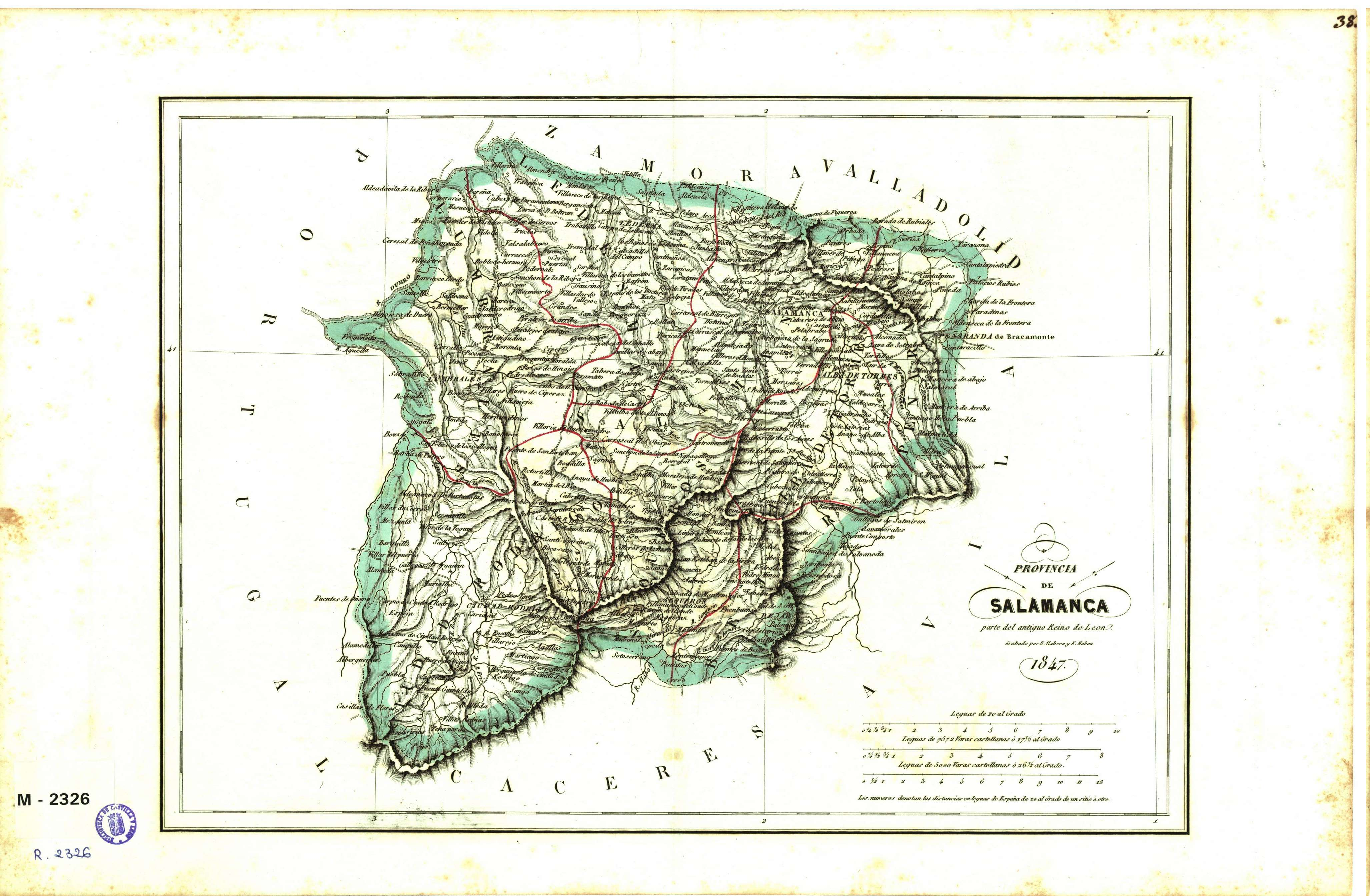
Mapa titulado «Provincia de Salamanca, parte del antiguo Reino de León», de 1847, en que se puede observar la extensión del antiguo partido judicial de Lumbrales

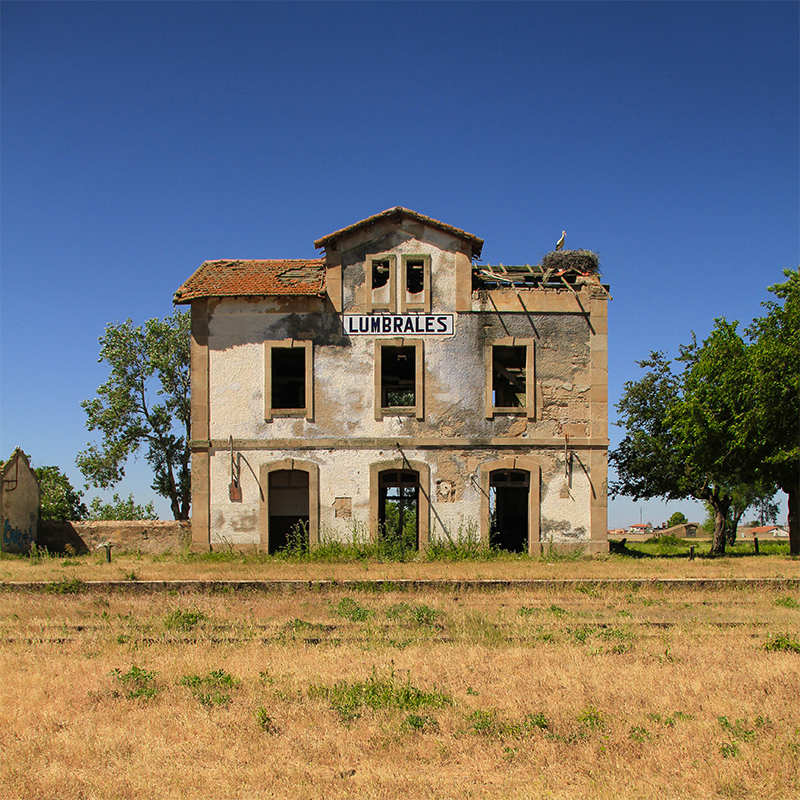
Antigua estación de tren de Lumbrales. Pertenecía a la Línea La Fuente de San Esteban-Barca de Alba

Pese a haberse demostrado el poblamiento humano en lugares cercanos a la villa, como el Castro de las Merchanas o el dolmen de La Navalito, el actual Lumbrales no aparece documentado como espacio habitado hasta el reinado de Fernando II de León, al ser citado Santa María de Liminares (actual Lumbrales) en el documento mediante el que este monarca leonés restauraba la diócesis de Ciudad Rodrigo en 1175.
Un hecho histórico que a la postre resultó clave en el devenir de la historia de Lumbrales fue el Tratado de Alcañices, firmado en 1297 entre Fernando IV de León y Castilla y Dionisio I de Portugal. En este tratado, la región oriental del Coa, hasta entonces perteneciente al Reino de León, fue entregada a Portugal, quedando El Abadengo como frontera con el país vecino. Esta condición fronteriza de la comarca del Abadengo resultó fatal para Lumbrales a la postre, ya que en la Guerra de Independencia de Portugal iniciada Lumbrales fue incendiado por el gobernador de la Beira portuguesa en 1647.
Con la división territorial de España de 1833 en la que se crean las actuales provincias, Lumbrales queda encuadrado dentro de la Región Leonesa, formada por las provincias de León, Zamora y Salamanca, de carácter meramente clasificatorio, sin operatividad administrativa, que a grandes rasgos vendría a recoger la antigua demarcación del Reino de León (sin Galicia ni Asturias ni Extremadura). Aunque inicialmente Lumbrales fue designado como cabeza de partido judicial, en 1844 este pasó a Vitigudino, en cuyo partido se integra actualmente la localidad.
En 1887 fue enlazado ferroviariamente con Oporto y Salamanca por la línea La Fuente de San Esteban-Barca de Alba, cerrada el 31 de diciembre de 1985.

## Demografía
Lumbrales cuenta con una población de 1510 habitantes (INE 2024).
| Gráfica de evolución demográfica de Lumbrales entre 1842 y 2021                                                     |
| |
| Población de derecho según los censos de población del INE Población de hecho según los censos de población del INE |

Según el Instituto Nacional de Estadística, Lumbrales tenía, a 31 de diciembre de 2018, una población total de 1619 habitantes, de los cuales 819 eran hombres y 800 mujeres. Respecto al año 2000, el censo refleja 2210 habitantes, de los cuales 1100 eran hombres y 1110 mujeres. Por lo tanto, la pérdida de población en el municipio para el periodo 2000-2018 ha sido de 591 habitantes, un 27 % de descenso.

## Monumentos y lugares de interés
- Castro de Las Merchanas. situado sobre un promontorio granítico, en un meandro del río Camaces. Es de origen prerromano construido en época vettona. Además, también se puede contemplar el Verraco de las merchanas.
- La Casa de los Condes, palacete rehabilitado donde se sitúa el centro de interpretación de Territorio Vetón, dedicado a exposiciones sobre elementos de Lumbrales y la comarca.
- Museo Etnográfico, donde se expone al historia de la comarca desde el paleolítico hasta el visigodo.
- Los Verracos: el Burro de la Barrera, situado cerca de la casa de los condes.[8]
- Línea La Fuente de San Esteban-Barca de Alba.

## Administración y política

### Gobierno municipal
| Periodo   | Nombre                    | Partido | Partido                                  |
| --------- | ------------------------- | ------- | ---------------------------------------- |
| 1979-1983 | Miguel Esteban Gómez      |         | Independiente                            |
| 1983-1987 | Fidel González García     |         | Partido Socialista Obrero Español (PSOE) |
| 1987-1991 | Ángel Calvo Gómez         |         | Alianza Popular (AP)                     |
| 1991-1999 | Ángel Calvo Gómez         |         | Partido Popular (PP)                     |
| 1999-2003 | Joaquín Peña Donis        |         | Partido Popular (PP)                     |
| 2003-2007 | Marcelino Herrero Cuéllar |         | Partido Socialista Obrero Español (PSOE) |
| 2007-2011 | Juan Borrego Benito       |         | Partido Popular (PP)                     |
| 2011-2019 | Pedro Sánchez Calderón    |         | Partido Popular (PP)                     |
| 2023-act. | Manuel Santos González    |         | Partido Socialista Obrero Español (PSOE) |

| Partido político                         | 2023  | 2023  | 2023       | 2019  | 2019  | 2019       | 2015  | 2015  | 2015       | 2011  | 2011  | 2011       | 2007  | 2007  | 2007       | 2003  | 2003  | 2003       |
| Partido político                         | %     | Votos | Concejales | %     | Votos | Concejales | %     | Votos | Concejales | %     | Votos | Concejales | %     | Votos | Concejales | %     | Votos | Concejales |
| Partido Socialista Obrero Español (PSOE) | 29,06 | 300   | 3          | 23,80 | 253   | 2          | 23,86 | 271   | 2          | 31,09 | 412   | 3          | 44,29 | 621   | 4          | 51,89 | 810   | 6          |
| Partido Popular (PP)                     | 25,38 | 262   | 2          | 45,34 | 482   | 4          | 52,38 | 595   | 5          | 59,47 | 788   | 6          | 42,58 | 597   | 4          | 30,49 | 476   | 3          |
| Independientes por Lumbrales             | 20,63 | 213   | 2          | —     | —     | —          | —     | —     | —          | —     | —     | —          | —     | —     | —          | —     | —     | —          |
| Coalición SI por Salamanca (SI)          | 17,82 | 184   | 2          | —     | —     | —          | —     | —     | —          | 8,00  | 106   | 0          | —     | —     | —          | —     | —     | —          |
| Ciudadanos (CS)                          | —     | —     | —          | 29,54 | 314   | 3          | 23,15 | 263   | 2          | —     | —     | —          | —     | —     | —          | —     | —     | —          |
| Unión del Pueblo Salmantino (UPSa)       | —     | —     | —          | —     | —     | —          | —     | —     | —          | —     | —     | —          | 11,41 | 160   | 1          | 15,76 | 246   | 2          |

#### Evolución de la deuda viva municipal
El concepto de deuda viva contempla solo las deudas con cajas y bancos relativas a créditos financieros, valores de renta fija y préstamos o créditos transferidos a terceros, excluyéndose, por tanto, la deuda comercial. 
| Gráfica de evolución de la deuda viva del Ayuntamiento entre 2008 y 2023                            |
| |
| Deuda viva del Ayuntamiento de Lumbrales, en miles de euros, según datos del Ministerio de Hacienda |